# Odontophora setosoides
Odontophora setosoides är en rundmaskart som beskrevs av Timm 1952. Odontophora setosoides ingår i släktet Odontophora och familjen Axonolaimidae. Inga underarter finns listade i Catalogue of Life.